# This D.J.
«This D.J.» — сингл американского хип-хоп исполнителя Warren G. Песня была выпущена в июле 1994 года и стала вторым синглом с его дебютного альбома Regulate… G Funk Era. Впоследствии песня стала вторым хитом Уоррена и достигла девятого места в Billboard Hot 100. RIIA сертифицировала песню как золотую. На 13 сентября 1994 года было продано более 500,000 копий по всему миру.

## Список композиций

### Сторона «А»
1. «This D.J.» (LP Version)- 3:23
2. «This D.J.» (Radio Edit)- 3:23

### Сторона «Б»
1. «This D.J.» (LP Instrumental)- 3:23
2. «This D.J.» (Remix Instrumental)- 3:43
3. «Regulate» (Remix)- 4:18

## Чарты
| Чарты (1994—1995)                                     | Позиция |
| ----------------------------------------------------- | ------- |
| Франция (SNEP)                                        | 25      |
| Германия (GfK)                                        | 37      |
| Новая Зеландия (Recorded Music NZ)                    | 5       |
| Швеция (Sverigetopplistan)                            | 22      |
| Соединённое королевство (The Official Charts Company) | 12      |
| U.S. Billboard Hot 100                                | 9       |
| U.S. Billboard Hot R&B / Hip-Hop Songs                | 14      |
| U.S. Billboard Hot Rap Singles                        | 3       |
| U.S. Billboard Rhythmic Top 40                        | 5       |
| U.S. Billboard Hot Dance Music/Maxi-Singles Sales     | 3       |